# Fairly Legal
Fairly Legal es una serie estadounidense que anteriormente tenía el nombre de Facing Kate. Con ‘Fairly Legal’ USA Network sigue fiel a su estilo, que tan buenos resultados le ha dado hasta ahora, pero ahora adentrándose un poco en los dramas legales. 

La primera temporada está pensada para durar 10 episodios, aunque originalmente el encargo inicial era de 12.

El drama/comedia se estrenó el 20 de enero de 2011, protagonizada por Sarah Shahi (life). 

## Sinopsis
Un drama legal que, sigue bastante el estilo de la cadena. Sarah Shahi, da vida a Kate, una abogada harta de la burocracia y del funcionamiento de la justicia que decide dar un cambio en su vida y convertirse en mediadora legal (una especie de parte neutral que intenta encontrar acuerdos entre las partes para evitar la necesidad de un juez), precisamente lo que odian sus 
compañeros de profesión. La serie parece centrarse principalmente en el 
personaje de Kate, también aparecen un par de personajes secundarios: 
su madrastra y ahora jefa tras el fallecimiento de su padre y su exmarido. Parece que Shahi y su personaje serán las que llevarán todo el peso de la serie, algo que la actriz puede hacer de sobra pero habrá que ver si el personaje es lo suficientemente sólido e interesante.

## Reparto
| Actor / Actriz        | Personaje           | Comentario |
| --------------------- | ------------------- | --- |
| Sarah Shahi           | Kate Reed           | una abogada superior de la firma de su padre, quien, después de darse cuenta de su propio conflicto ético con su profesión, se convierte en un mediador.                                                                                                 |
| Michael Trucco        | Justin Patrick      | el exmarido de Kate (aún no están divorciados, y no se atreven a seguir adelante con la presentación), asistente del fiscal de San Francisco. Ellos siguen una relación on-off.                                                                          |
| Virginia Williams     | Lauren Reed         | Nueva jefe de Kate, y su madrastra. Kate asume que la frialdad de Lauren tras la muerte de su marido es una prueba de crueldad, pero Lauren explica que ella simplemente hace lo necesario para mantener la empresa de la desintegración en su ausencia. |
| Baron Vaughn          | Leonardo Prince     | Ayudante de Kate. entusiasta, buen trabajador y un jugador de fantasía apasionada. Él tiene la habilidad de mantener en espera a los frívolos clientes de Kate mientras ella está fuera, solucionando otro tipo de problemas.                            |
| Richard Dean Anderson | David Smith         | Un hombre que guarda muchos secretos que entra en la vida de Kate después de la muerte de su padre |
| Ethan Embry           | Spencer             | El hermano de Kate, que antes era un abogado en la empresa familiar. Spencer es ahora un padre que se queda en casa mientras su mujer Terry sale a trrabajar.                                                                                            |
| Gerald McRaney        | Juez David Nicastro | Un juez que no le agrada Kate por su cambio de abogada a la mediación, porque para mediar en algunos de sus casos hace que el Juez se vea involucrado.                                                                                                   |
| Devon Weigel          | Kim                 | Una chica que trabaja en sándwich de Reed & Reed. Ella y Leonardo tienen una relación de coqueteo. |

## Índice de audiencia
Fairly Legal atrajo 3.9 millones de televidentes en primera transmisión, con aproximadamente un tercio de los espectadores que en la clave 18-49 clasificaciones demográficas. El episodio perdido cerca de 500.000 espectadores desde su lead-in, el debut de temporada del drama médico de Royal Pains.
| Temporada | Capítulo | Horario            | Transmisiones       | Transmisiones      | Transmisiones | Vista (en millones) |
| Temporada | Capítulo | Horario            | Inicio de temporada | Final de temporada | Temporada     | Vista (en millones) |
| --------- | -------- | ------------------ | ------------------- | ------------------ | ------------- | ------------------- |
| 1         | 10       | jueves 10:00 p. m. | 20 de enero de 2011 | TBA                | 2011          | 4.58                |
| 2         | 13       | viernes 9:00 p. m. | 16 de marzo de 2012 | TBA                | 2012          | TBA                 |

## Producción
Fairly legal apareció por primera vez en la lista de desarrollo de USA Network en agosto de 2009, bajo el título  Facing Kate. La serie fue creada y escrita por Michael Sardo, quien también funge como productor ejecutivo. El casting comenzó a finales de octubre, cuando Sarah Shahi fue elegida para el papel principal de Kate Reed. Michael Trucco y Virginia Williams se unió al elenco a principios de noviembre. 

El episodio piloto duró 75 minutos y fue dirigido por Bronwen Hughes. La serie fue dada la luz verde para una primera temporada el 15 de marzo de 2010 con otros 11 episodios de orden. La producción comenzó en junio en Vancouver. En septiembre, el número total de episodios se redujo d doce a diez debido a problemas de programación. 
El 2 de mayo de 2011, anunció que la serie se renovó para una segunda temporada de 13 episodios que entrará en producción a finales de 2011 y comenzará a emitirse en la primavera de 2012. El 4 de enero de 2012, se anunció la segunda temporada de bastante Legal se estrenará el 16 de marzo de 2012. La serie se trasladará al viernes a las 9:00 PM, junto con In Plain Sight.

### Música
El tema musical, "La canción de amarillo camino de ladrillos", es realizada por la poeta y música Iyeoka Okoawo. Coescrito por el productor David Franz, es el primer sencillo de su álbum de Decir sí.